# Centruroides hirsutipalpus
Espèce
Centruroides hirsutipalpus est une espèce de scorpions de la famille des Buthidae.

## Distribution
Cette espèce est endémique du Colima au Mexique. Elle se rencontre vers Minatitlán.

## Description
Le mâle holotype mesure 63,04 mm et la femelle paratype 55,19 mm.

## Publication originale
- Ponce-Saavedra & Francke, 2009 : « Description of a new species of scorpion of medical importance of the genus Centruroides (Scorpiones: Buthidae) from the State of Colima, Mexico. » Revista Mexicana de Biodiversidad, vol. 80, no 3, p. 647-658 (texte intégral).